# DECtape

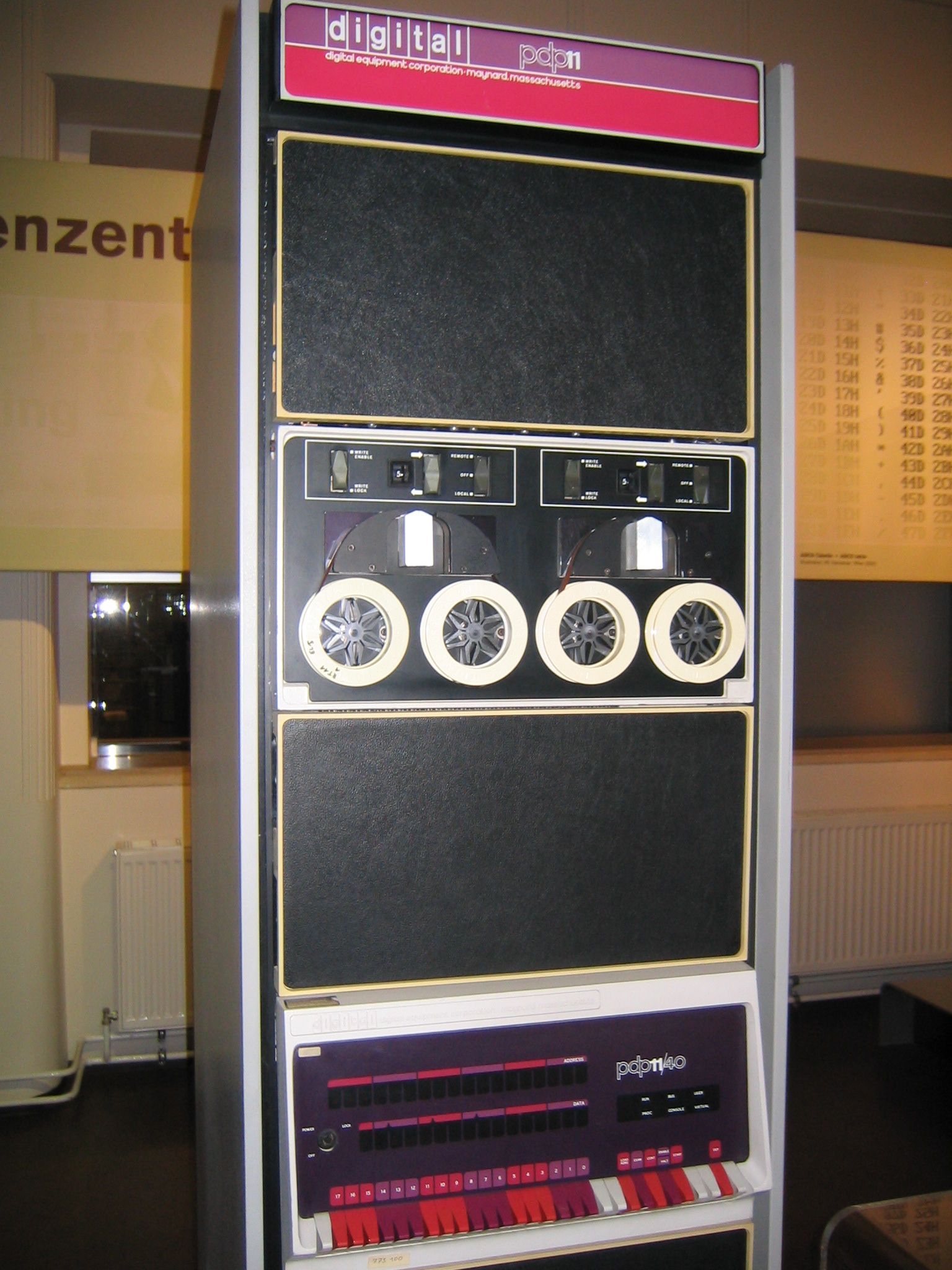
PDP-11 équipé de DECtapes.

Introduites en 1964, les DECtapes étaient des bandes magnétiques adressables peu coûteuses utilisées avec le matériel DEC dans les années 1960 et 1970. Elles ont aussi été prises en charge sur les VAX pour des raisons de compatibilité.
Ces bandes d'une largeur de 3/4 de pouce, étaient contenues sur des bobines de petite taille et organisées en blocs pouvant être lus ou écrits individuellement, contrairement aux bandes magnétiques des mainframes. Leur capacité était en contrepartie bien plus faible : 184 K mots de 12 bits ou 144 K mots de 18 bits. Les tailles de blocs étaient de 120 mots de 12 bits ou de 256 mots de 18 bits.
Bien plus commodes pour la lecture des données et des programmes que le ruban perforé des télétypes de pupitre, ces bandes pouvaient aussi être utilisées comme on l'aurait fait de disques durs très lents.